# Sherwood Eddy
Sherwood Eddy (1871-1963) est un missionnaire et éducateur protestant américain. Auteur prolifique et voyageur infatigable, son activité a permis de mettre en relation des réseaux d'intellectuels à travers le monde, en particulier des leaders chrétiens en Asie et au Proche-Orient. Il a permis aux missionnaires de mieux comprendre les populations qu'ils servaient et même de s'associer à leur mode de pensée. Son impact sur les communautés protestantes aux États-Unis et dans le Tiers-Monde a été durable. À partir des années 1930, il est devenu un socialiste chrétien.

## Biographie

### Premières années et vie de famille
George Sherwood Eddy est né le 19 janvier 1871 à Leavenworth, dans le Kansas. Ses parents sont George Alfred Eddy et Margaret Louise Norton, tous deux d'origine yankee. Son père était un homme d'affaires prospère et un leader civique ; lui et son épouse Margaret Norton étaient d'origine yankee. Le jeune George Sherwood Eddy a suivi des études à la Phillips Academy à Andover, puis à l'université Yale où il obtient un diplôme d'ingénieur en 1891. Eddy épouse Alice Maud Harriet Arden (1873-1945) le 10 novembre 1898. Ils eurent deux enfants, Margaret Maud et Arden. Après la mort de son épouse, Sherwood Eddy se remarie en 1946 avec Catherine Louise Gates.

### Carrière missionnaire

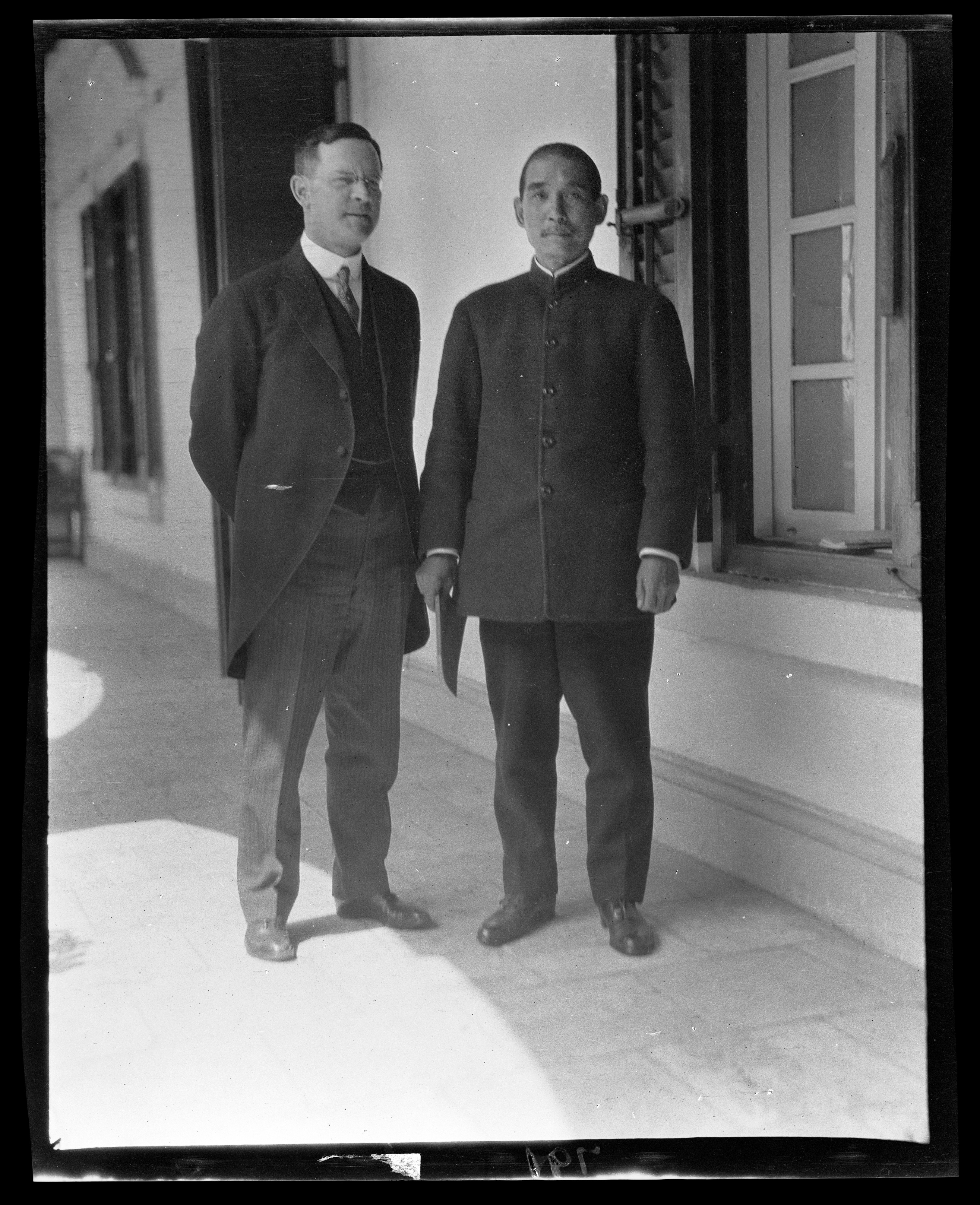
Sherwood Eddy & Sun Yat-Sen à Canton.

Le jeune Sherwood avait eu une expérience religieuse en 1889 à la conférence de Northfield (organisée chaque été depuis 1893 à l'instigation de Dwight L. Moody). En conséquence, ses études d'ingénieur une fois terminées, il s'inscrivit en théologie protestante à l'Union Theological Seminary (1891-1893) de New York, et s'engagea dans le Mouvement volontaire étudiant pour les Missions étrangères (Student Volunteer Movement), qui cherchait à "évangéliser le monde au cours de cette génération". Il fit également partie d'un groupe local des YMCA. En 1893-1894, il fut secrétaire itinérant du Student Volunteer Movement aux États-Unis, travaillant avec John Mott et Robert E. Speer. Son père mourut en 1894, lui laissant un héritage suffisant pour le rendre financièrement indépendant et lui permettre de travailler pour les causes auxquelles il croyait sans se soucier de ses finances. Il s'inscrivit alors au Princeton Theological Seminary dont il sortit diplômé en 1896. Malgré ses études de théologie, il n'embrassa jamais la carrière ecclésiastique mais poursuivit sur sa ligne d'engagement missionnaire en tant que laïc.
En 1896, comme les quelque seize mille étudiants américains et britanniques recrutés par le Student Volunteer Movement, Sherwood Eddy part en mission. Il se rend en Inde où il travaille au sein du mouvement des étudiants indiens bénévoles du YMCA. Il en est le secrétaire pendant les 15 années suivantes. Travaillant parmi les pauvres et les exclus de l'Inde, il maîtrisait la langue tamoule et a servi d'évangéliste itinérant parmi les étudiants et les masses du sud de l'Inde à partir de Palamcottah (aujourd'hui Palayamkottai, quartier de la ville de Tirunelveli, à la pointe sud de l'Inde). En 1911, cédant aux instances de John Mott qui cherche de l'aide face à sa tâche écrasante de secrétaire général des YMCA, il est nommé secrétaire pour l'Asie par le Comité international des YMCA et il partage son temps entre les campagnes d'évangélisation en Asie au Proche-Orient et en Russie, et la collecte de fonds en Amérique du Nord. A ce titre, il visite de nombreux pays d'Asie (Chine, Japon et Philippines], du Proche-Orient (Turquie, Palestine, Irak, Égypte) et la Russie (d'abord la Russie tsariste puis la Russie soviétique où il retourne 15 voyages fois). Il prend la parole devant plusieurs institutions gouvernementales et parlements provinciaux chinois. En 1912-1913, il collabore avec John Mott dans une tournée d'évangélisation en Asie. Il collabore aussi à cette époque avec Frank Buchman, le fondateur du groupe œcuménique chrétien Groupe d'Oxford, prédécesseur des Alcooliques anonymes et du Réarmement moral, qu'il fait venir en Inde en 1915 puis en Chine en 1916.
De 1915 à 1917, il est secrétaire itinérant des YMCA auprès des forces armées britanniques et américaines en France.
En 1916, il reçoit deux diplômes honoris causa, l'un du collège de Wooster et l'autre de l'université Yale.

Affiche pour une conférence de Sherwood Eddy entre 1936 et 1940 à Des Moines.

De 1921 à 1957, il conduit des formations pour des leaders religieux, politiques ou du monde des affaires en Angleterre et en Amérique ; il s'adresse ainsi à 1500 leaders américains.
En 1931, il arrête sa carrière au sein des YMCA où il aura passé 35 ans de manière bénévole.

### Après les YMCA et fin de vie
En 1936, il crée et dirige avec le pasteur Sam H. Franklin les fermes coopératives interraciales Delta and Providence Cooperative Farms (en) dans le Mississippi. Cette expérience a tout le soutien du pasteur et théologien Reinhold Niebuhr qui la qualifie d’«expérience la plus significative du christianisme social menée actuellement en Amérique».
Ces coopératives étaient organisées autour de quatre principes: efficacité de la production et de la finance par le biais du principe coopératif, participation à la construction d’une économie d’abondance socialisée, justice interraciale et religion réaliste en tant que dynamique sociale. Au début, bon nombre des membres de la ferme coopérative Delta étaient des métayers de l'est de l'Arkansas qui avaient été expulsés à la suite d'une grève.
En raison de ses principes d'égalité économique entre les races, la coopérative rémunérait tous ses membres à salaire égal pour un travail égal. Les activités comprenaient la culture de coton, de l'élevage bovin, une usine de pasteurisation et une scierie. Les coopératives fournissaient également divers services à leurs membres comme aux communautés environnantes, notamment via un magasin coopératif, une coopérative d'épargne et de crédit, une clinique médicale, des programmes éducatifs, une bibliothèque, des services religieux et des camps d'été pour étudiants. En raison du climat politique tendu des années 1950 et de mauvais cours et volumes de vente du coton, l'expérience prit fin vers 1956 et les terres ont été vendues aux membres de la coopérative.
En 1949, Sherwood Eddy s'installe à Jacksonville, dans l'Illinois et enseigne dans les universités de Illinois College (en) et MacMurray College (en).
Il décède le 4 novembre 1963 à Jacksonville.

## Idées politiques
Au début des années 1930, Sherwood Eddy rejoignit la Communauté des chrétiens socialistes, issue du mouvement de l'Évangile social, organisée au début des années 1930 par Reinhold Niebuhr et d'autres. Plus tard, il a changé de nom pour devenir Frontier Fellowship puis Christian Action. Les principaux partisans de la communauté dans les premiers temps étaient Eddy, Eduard Heimann, Paul Tillich et Rose Terlin. A ses débuts, le groupe pensait que l'individualisme capitaliste était incompatible avec l'éthique chrétienne. Bien qu'il ne soit pas sous contrôle communiste, le groupe a reconnu la philosophie sociale Karl Marx.
Selon certains, Sherwood Eddy admirait le système soviétique et refusait de croire les rapports de famine ; en 1937, il accepta que les victimes des procès-spectacles de Staline étaient des traîtres.

## Influence
En 1897, Sherwood Eddy traverse une crise personnelle et spirituelle qui va amender profondément sa vision du travail missionnaire. Il comprend que son approche apologétique argumentative ne peut remporter de grand succès car elle crée une attitude défensive chez ses auditeurs ; il écrit : "nous n'avons pas été envoyés pour gagner des débats mais pour gagner des gens" ; il comprend que les élites ne sont pas la bonne porte d'entrée mais qu'il faut s'adresser au peuple et, en 1900, il prend un congé de près de 2 ans pour apprendre le tamoul ; il comprend qu'il faut traiter les personnes issues du milieu local et celles venues comme missionnaires sur un strict pied d'égalité : il est parmi les premiers à comprendre les aspirations des peuples colonisés à l'autodétermination et le besoin de nommer des responsables locaux à la tête des églises locales. Ce faisant, il anticipe de près de 50 ans et initie la réflexion qui conduira la Mission presbytérienne américaine à revoir en profondeur ses conceptions, principalement après 1945.
En 1903, Sherwood Eddy fonde avec l'évêque anglican Vedanayagam Samuel Azariah (en) la première société des missions purement indienne Indian Mission Society of Tinnevelly puis en 1905 la National Missionary Society of India. Sherwood Eddy est le seul non-Indien présent lors de la conférence fondatrice de Serampore. Du fait de sa maîtrise parfaite du tamoul et de sa profonde empathie envers les Indiens, il est considéré comme l'un des leurs, ce qu'il décrira comme l'un des plus grands compliments qu'on lui ait fait. Le professeur Rick Nutt considère que cette initiative a joué un rôle dans l'émergence du sentiment national indien. La NMS est en outre œcuménique puisqu'elle réunit des membres de toutes les églises protestantes présentes en Inde du Sud. Elle montre la voie aux églises qui cherchent ensuite également à s'unir. En 1908 la South India United Church unit les églises presbytérienne et congrégationnaliste d'Inde du sud mais les efforts pour intégrer la confession anglicane dans l'union restent vains jusqu'en septembre 1947 où est créée l'Église de l'Inde du Sud réunissant les communautés anglicanes, méthodistes, congrégationalistes, presbytériennes et réformées. Sherwood Eddy apparaît là comme un pionnier de l'œcuménisme entre églises protestantes ; il est vrai que c'est déjà la politique des YMCA mais la fusion d'églises en Inde est l'une des premières réalisations de ce type.
À partir de 1911, Sherwood Eddy et les missionnaires des YMCA conduisent une évangélisation efficace en Chine en s'appuyant sur les convictions et méthodes établies en Inde. Le missionnaire H.G. Lockwood remarque ainsi en 1949 lors d'une réunion avec des leaders chrétiens chinois que la majorité d'entre eux a été gagnée au christianisme par Sherwood Eddy. Comme Frank Buchman, Sherwood Eddy insiste sur le besoin pour les missionnaires d'adopter un comportement moral exemplaire.

## Œuvres
Entre 1895 et 1955, Sherwood Eddy écrivit et publia une quarantaine de livres et pamphlets, dont voici une liste non exhaustive :
- The Awakening of India (1911)
- The New Era in Asia (1913)
- The Students of Asia (1915)
- Suffering and the War (1916)
- With Our Soldiers in France (1917)
- Everybody's World (1920)
- Sherwood Eddy et Kirby Page, The abolition of war, New York, George H. Doran, 1924
- Sherwood Eddy et Kirby Page, Makers of Freedom : Biographical Sketches in Social Progress, New York, George H. Doran Company, 1926, 301 p. (ISBN 0-8369-1803-7)
- What Shall I Believe in the Light of Psychology and the New Science (1926)
- The Challenge of Europe (1933). New York: Farrar & Rinehart
- A Pilgrimage of Ideas: Or, The Re-education of Sherwood Eddy (1934), autobiographie partielle.
- Russia Today: What Can we Learn from It? (1934)
- Revolutionary Christianity (1934)
- Ten Suggestions for Personal work (1934)
- Sherwood Eddy, Pathfinders of the World Missionary Crusade, New York, Abingdon-Cokesbury Press, 1945
- God in History (1947)
- You Will survive After Death (1950)
- Eighty Adventurous Years (1955), une autobiographie.